# El Papus
El Papus, subtitulada Revista satírica y neurasténica, fue un semanario de humor satírico publicado en España por la Ediciones Amaika con periodicidad semanal desde el 20 de octubre de 1973 hasta 1986. Hacía gala de un humor novedoso y duro, con una estética gráfica muy informal, dibujo basto y texto abigarrado, que incluso fue calificada de "feísta" pero con un lenguaje descarado, directo y valiente.
En ella colaboraron los escritores Antonio Franco, Joan de Sagarra, Vázquez Montalbán y Maruja Torres, y los historietistas Carlos Giménez, Gin, Ivà, Já, L'Avi, García Lorente, Óscar, Vives, Fer, Manel Fontdevila, Ventura & Nieto y Rafael Ramos,Manuel Vázquez bajo el apodo de Sappo, entre otros.

## Trayectoria
El Papus fue fundado por Xavier de Echarri, creador también de Barrabás, una revista satírica dedicada al deporte. 
Desde sus inicios tuvo problemas con las autoridades, sufriendo denuncias judiciales. En 1975 se suspendió a la revista por cuatro meses (del 5 de julio al 25 de octubre), sanción que se repetiría en 1976 (27 de marzo a 24 de julio de 1976).

### Atentado de 1977
El 20 de septiembre de 1977 el grupo terrorista de extrema derecha Triple A (Alianza Apostólica Anticomunista) fue responsable de un atentado con paquete explosivo contra la sede de la revista. En el atentado falleció el conserje Joan Peñalver y se produjeron diecisiete heridos. En opinión de Manuel García Quintana, a raíz de este atentado, la agresividad de El Papus muere paulatinamente, dándose por finalizada la gran época de la revista, cuando "era un ariete vivo que arremetía contra el fascismo de forma constante."

## Características y contenido
Su portada, en cuatricromía, estaba dedicada a un tema que en el interior se abordaba de forma casi monográfica desde diferentes puntos de vista. En sus comienzos, se ocupaba de temas generales (el consumo, la contaminación, los jóvenes...), pero con el tiempo fue politizándose y abordando asuntos más concretos y directos, llegando a alcanzar fama de radical en su última época.
Aparte de las colaboraciones de los escritores Antonio Franco, Joan de Sagarra i Devesa, Manuel Vázquez Montalbán y Maruja Torres, incluía las siguientes series:
| Años         | Números | Título                                 | Autoría            | Procedencia        |
| ------------ | ------- | -------------------------------------- | ------------------ | ------------------ |
| 1973         | 1       | La Papunovela                          |                    |                    |
| 1973         | 1       | Papudiario                             |                    |                    |
| 1976         |         | Encuesta Papus                         | Já                 |                    |
| 1976-1977    |         | España Una, Grande y Libre             | Ivá/Carlos Giménez |                    |
| 1977-07/1979 |         | Sor Angut-tias de la Crú               | Já                 |                    |
| 1978         |         | Manolo                                 | Manel Ferrer       |                    |
|              |         | Historias de esta España nuestra       | Carlos Giménez     |                    |
|              |         | Etarki and Jatch                       | L'Avi              |                    |
|              |         | Vidas paralelas                        | Já                 |                    |
| 1978-1980    | 225-400 | Don Cornelio Ladilla y su señora María | Sappo              | Nueva              |
|              |         | Papu estufió allí                      | Já                 |                    |
| 1981-1982    | 395-435 | Robin & Sonia                          | Sappo              | Can Can (4ª época) |
| 1982         | 436-465 | Rufo                                   | Sappo              | Nueva              |
| 1982-1985    |         | Romansero del tonto                    | Sappo              |                    |

El Papus contaba también con un artículo a modo de editorial titulado "Cojonudo lo de usted", que trataba de los hechos reprochables de alguna figura del mundo de la política.

## Premios
En 1978, el Salón Internacional de Lucca le concedió el Premio Yellow Kid.